# Staatsschuldenquote in den Niederlanden
Die Staatsschuldenquote der Niederlande gibt das Verhältnis zwischen den niederländischen Staatsschulden einerseits und dem niederländischen nominalen Bruttoinlandsprodukt andererseits an.

## Entwicklung in den letzten Jahren
Die Staatsschuldenquote der Niederlande stieg aufgrund der Finanzkrise zwischen 2008 und 2013 an. Entsprach die Staatsverschuldung von 347,5 Mrd. Euro Ende 2008 einer Staatsschuldenquote von 54,7 %, so erreichte die Staatsschuldenquote Ende 2013 angesichts eines Schuldenstandes von dann inzwischen 441 Mrd. Euro einen Wert von 68,6 %.
Zum Ende des 2. Quartals 2015 lag die niederländische Staatsschuldenquote gemäß Eurostat bei 67,1 % bei einem Schuldenstand von 449,6 Mrd. Euro. Damit liegt sie weiterhin deutlich unterhalb der durchschnittlichen Quoten für die Eurozone (92,2 %) und für die Europäische Union (87,8 %, jeweils zum 30. Juni 2015).

## Prognostizierte Entwicklung
Der Internationale Währungsfonds geht davon aus, dass die Staatsschuldenquote Niederlandes bis Ende 2019 bei einem Schuldenstand von dann 485,6 Mrd. Euro auf 65,4 % zurückgeht. Damit würde Niederlande das Maastricht-Kriterium von höchstens 60 % weiterhin verfehlen.